# Чихуньдорж
Чихуньдо́рж (Чахундо́рж, маньчжурская форма тибетского имени Чимид-Дорджи; монг. Чимэддорж Очир сайн хаан; 1634—1698) — монгольский князь, четвёртый Тушэту-хан. Сын третьего Тушэту-хана Гомбодоржа.

## Биография
Чихуньдорж (Чимид-Дорджи) был старшим братом первого монгольского богдо-гэгэна Дзанабадзара. В 1675 году после паломничества в Тибет воздвиг храм в монастыре Эрдэни-Дзу в честь Далай-ламы V. В начале 1680-х годов вступил в конфликт с Дзасагту-ханом Цэнгуном по поводу перебежчиков, вызвавший многолетнюю смуту в Халхе. В конфликт вмешался союзник Дзасагту-хана джунгарский хан Галдан-Бошогту. Терпя поражения от ойратов, Чихуньдорж в 1687 году вынужден был обратиться за помощью к маньчжурам; участвовал как союзник в военном противостоянии последних с Россией в западном Забайкалье, где безуспешно в начале 1688 года осаждал Селенгинский острог.
К октябрю 1688 года войска Галдан-Бошогту хана разгромили силы Тушэту-хана и 1 октября 1688 года Чимид-Дорджи и Дзанабадзар официально обратились к императору Канси о принятии их в подданство империи Цин. В мае 1691 года на далайнорском съезде Тушэту-хан Чихуньдорж и другие халхасские князья приняли подданство Цин и Халха вошла в состав маньчжурской империи.